# If My Heart Had Wings
If My Heart Had Wings — компьютерная игра в жанре визуального романа для взрослых, разработанная и изданная компанией Pulltop в 2012 году. Игра была переиздана компанией MoeNovel в 2013 году.

## Сюжет
Главный герой, Аой Минасе, потерял цель в жизни и вернулся в родной город — Казегуру. Прогуливаясь по Мельничному холму он встречает брюнетку на инвалидном кресле. Вместе они наблюдают за полётом планера, и эта сцена интригует обоих персонажей. Далее герой встречает подругу детства, Агеху Имеги, взрослую студентку Амане Мочидзуки, и вместе они пытаются восстановить старый планер, чтобы исполнить давнюю мечту Амане и её таинственной пропавшей подруги: взлететь выше облаков.
Центральные темы новеллы: потеря (физическая и эмоциональная), преодоление (трудностей, страхов, прошлого и т. д.) и мечты в том или ином виде.

## Издания
Изначально была выпущена компаний Pulltop в Японии 6 апреля 2012 года в виде ограниченной версии с контентом для взрослых. Позже, 25 мая 2012 года, вышло полное ограниченное издание.
28 июня 2013 года MoeNovel (связанная с Pulltop организация) выпустила игру в Steam, переведя её на английский язык и вырезав весь «взрослый» контент. Таким образом роман получил рейтинг 12+.
5 сентября 2019 года вышла английская версия для Nintendo Switch. Использовался отличный от Steam-версии перевод на английский.

### If My Heart Had Wings: Cruise Sign
Специальное издание игры, эксклюзивное для Playstation 3 и Playstation Vita. Включает отдельный рут, посвящённый взаимоотношениям Аоя и Акари.

### Фан-диск #1: Flight Diary
Вышел в Японии 25 января 2013 года. Включал несколько отдельных историй: приквел к основной истории, продолжение основной истории (считая истинным рут Котори) и отдельные руты Хотару и Канако. Также комплектуется дополнительными эччи-рутами близняшек и сестёр Имеги.
27 февраля 2019 года вышел в Steam на английском языке. Весь «взрослый» контент опять-таки был удалён, чтобы соответствовать правилам магазина. Чуть позже вышло DLC с рутом Акари (первоначально выпущенном эксклюзивно для консолей Playstation).

### Фан-диск #2: Snow presents
Также существует второй фан-диск: «If my heart had wings: Snow presents». Являет собой сайд-сторию Аоя и Котори после частичного выздоровления продолжительностью 8-10 часов. Выпущен только на японском языке в виде самостоятельной игры.

### Саундтрек
Включает 29 треков, среди которых 2 песни (периодически звучат во время игры, а также в опенингах и титрах).

## Отзывы критиков
| Сводный рейтинг    | Сводный рейтинг |
| Агрегатор          | Оценка          |
| ------------------ | --------------- |
| OpenCritic         | 77/100          |
| Иноязычные издания |                 |
| Издание            | Оценка          |
| Jeuxvideo.com      | 17/20           |

If My Heart Had Wings получила положительные отзывы, согласно агрегатору рецензий OpenCritic.
Сайт Jeuxvideo.com назвал игру «красивой, свежой, чистой», похвалив «симпатичных» персонажей, «долгий» но «оригинальный» проект, а также несколько концовок.

## Продажи
Летом 2018 года, благодаря уязвимости в защите Steam Web API, стало известно, что точное количество пользователей сервиса Steam, которые играли в игру хотя бы один раз, составляет 119 624 человека.